# Абдулрахман Тайво
Абдулрахман Тайво (англ. Abdulrahman Taiwo, нар. 5 серпня 1998, Лагос) — нігерійський футболіст, нападник латвійського клубу «Рига». Виступав також за низку європейських клубів. Володар Кубка Словаччини та володар Кубка Латвії.

## Ігрова кар'єра
Абдулрахман Тайво народився 1998 року в місті Лагос. Розпочав займатися футболом на батьківщині в юнацьких командах клубів «Абіс Академі» і «Квара Юнайтед», пізніше займався в юнацьких командах закордонних клубів «Бурсаспор», «Збройовка» та «Нітра».
У 2018 році Тайво розпочав грати за першу команду словацького клубу «Нітра», в якій виступав до 2019 року, взявши участь у 18 матчах чемпіонату. У 2019 році футболіст перейшов до іншого словацького клубу «ДАК 1904», проте наступного року нігерієць грав у оренді в чеському клубі «Карвіна» та словацькому клубі «Земплін». На початку 2021 року повернувся до клубу «ДАК 1904». У середині 2021 року африканський нападник перейшов до данського клубу «Сеннер'юск», проте наступного року данський клуб відправив Тайво в оренду до словацького клубу «Спартак» (Трнава). У складі трнавського «Спартака» нігерієць став одним із головних бомбардирів клубу, відзначившись 14 забитими голами в 21 проведеному матчі за клуб, а також став у складі команди володарем Кубка Словаччини.
У середині 2023 року Абдулрахман Тайво перейшов до складу латвійського клубу «Рига», в якому цього ж року став володарем Кубка Латвії. У 2024 році ризький клуб віддав нігерійського нападника в оренду до іншого латвійського клубу «Ауда», а на початку 2025 року Тайво повернувся до клубу «Рига».

## Титули і досягнення
- Володар Кубка Словаччини (1):

«Спартак» (Трнава): 2022–2023
- Володар Кубка Латвії (1):

«Рига»: 2023